# 김미자 (카누 선수)
김미자(1967년 8월 21일~)는 대한민국의 카누 선수로, 1988년 하계 올림픽에 참가했다.